# Walter Seegelken
Ernst August Heinrich Walter Seegelken (* 26. November 1908 in Hildesheim; † Juni 1979) war ein deutscher Bergingenieur. Er war Direktor der Bergschule Zwickau, Kanzler der Bergschule Recklinghausen und Direktor der Ingenieurschule für Bergwesen in Bochum.

## Leben und Wirken
Er war der Sohn des Hoboisten und späteren Landesbauinspektors Ernst Seegelken und dessen Ehefrau Frieda geborene Schröder. Seine Reifeprüfung legte er 1929 am Gymnasium in Clausthal ab, wohin seine Eltern gezogen waren. Danach absolvierte er ein Studium des Bergfachs von 1929 bis 1935 an der Bergakademie Clausthal, das er mit Diplom abschloss. In dieser Zeit wurde er im Juni 1933 Mitglied der Veteranenorganisation Stahlhelm und im November 1933 der SA. Im Anschluss an das Studium war er als Privatassistent bei Alfred Grumbrecht und danach als außerplanmäßiger Assistent am Institut für Bergbau und Aufbereitung an der Bergakademie Clausthal tätig. Am 1. August 1936 erhielt er eine Anstellung als Assistent und Hilfslehrer an der Haupt- und Bergvorschule Eisleben und promovierte am 27. September 1937 an der Bergakademie Clausthal zum Dr.-Ing. Das Thema seiner Dissertation lautete: „Beiträge zur gesteinstechnischen Bewertung der klastischen Sedimente des Westharzes mit einem Hinweis auf die Möglichkeiten ihrer Erschließung und Verwendung“ und erschien 1938 in Eisleben im Druck. Nach erfolgter Promotion wurde Seegelken am 1. Oktober 1937 an der Bergschule Eisleben zum Hauptlehrer ernannt. Nach Ausbruch des Zweiten Weltkrieges uk-gestellt, bewarb Seegelken sich erfolgreich um die ausgeschriebene Stelle des Direktors der Bergschule Zwickau, die er im August 1941 antrat, nachdem sein dortiger Amtsvorgänger Hermann Max Hilgenberg aus gesundheitlichen Gründen um Entbindung von diesem Amt nachgesucht hatte. Seegelken blieb bis nach Kriegsende 1945 als Direktor im Dienst, trat dann als Geschäftsführer in die zweite Reihe und blieb noch mindestens bis Ende 1949 in Zwickau. Von 1950 bis zum Eintritt in den Ruhestand im Jahre 1974 war er als Bergschullehrer, Bergschuldirektor und Leiter/Kanzler der Bergschule Recklinghausen tätig. Als 1963 die Bergschule Bochum zur Ingenieurschule für Bergwesen umgestaltet wurde, wurde er zu deren erstem Direktor ernannt. 1971 erfolgte die Umwandlung zur Fachhochschule Bergbau (FH Bergbau), der heutigen  Technischen Hochschule Georg Agricola.

## Schriften (Auswahl)
- Beiträge zur gesteinstechnischen Bewertung der klastischen Sedimente des Westharzes. Eisleben 1938.
- Die Ausbildung von Ingenieuren an der Ingenieurschule für Bergwesen, Bochum. Ein Beitrag zur Neuordnung des Führungsaufbaus im Bergbau. In: Glückauf 102 (1966), S. 137–149.